# Sara Kruzan
Sara Jessimy Kruzan (8 de enero de 1978) es una víctima estadounidense y superviviente del tráfico humano.
En 1995, a la edad de 17 años, fue condenada por el asesinato en primer grado de su proxeneta, George Gilbert Howard. Fue condenada a cadena perpetua sin libertad condicional. Como resultado de su condición de menor de edad, Kruzan ha recibido la atención nacional de los individuos y de los grupos de reforma judicial, que abogan por un nuevo juicio. El 2 de enero de 2011, como consecuencia de la atención de los medios, a Kruzan se le concedió el indulto por el Gobernador Arnold Schwarzenegger, que conmutó su sentencia a 25 años con posibilidad de libertad condicional; permaneció encarcelada en el Centro Penitenciario de Mujeres de California Central en Chowchilla.
En enero de 2013, su condena fue reducida a homicidio en segundo grado y 15 + 4 años, tiempo cumplido efectivamente, haciéndole elegible a una audiencia de libertad condicional. Ella se encontró adecuada para la libertad condicional el 12 de junio de 2013, y la decisión fue remitida al gobernador Jerry Brown.
El 25 de octubre de 2013, Brown decidió no pronunciarse sobre la decisión de la junta de libertad condicional, con lo que efectivamente se confirmó, lo que permite la junta de libertad condicional continuar con la libertad condicional de Kruzan. El 31 de octubre de 2013, fue puesta en libertad condicional del Centro Penitenciario de Mujeres de California Central en Chowchilla después de cumplir 19 años.

## Primeros años
Sara Kruzan nació el 8 de enero de 1978. Ella fue criada por su madre en Riverside, California, donde fue un estudiante de cuadro de honor en la escuela. Durante su infancia, conoció a su padre solo tres veces porque él estaba cumpliendo largas penas de prisión. Durante su infancia, Kruzan experimentó depresión severa, por lo que resultó en numerosas hospitalizaciones.

## George Gilbert Howard

### Introducción
Cuando Kruzan tenía 11 años, conoció a George Gilbert "G. G." Howard. Veinte años mayor que ella, Howard sirvió inicialmente como un padre sustituto para Kruzan. Kruzan indicó en documentos de la corte que momento de la introducción, comenzó su preparación para una vida de prostitución. Ella también testificó que a la edad de 13 años, se convirtió en una víctima del tráfico humano. Bajo el control de Howard, se vio obligada a trabajar como prostituta infantil y fue sometida a abusos sexuales.

### Asesinato y detención
En marzo de 1994, cuando Kruzan tenía 16 años, se mudó a una casa del área de Rubidoux perteneciente a James Earl Hampton. Kruzan dispuesta para satisfacer a Howard el 9 de marzo para una fecha y acordó pasar la noche con él. El 10 de marzo, Kruzan disparó Howard en el cuello a quemarropa en una habitación en el motel Dynasty Suites. Ella entonces cogió 1500 dólares de su cartera, así como las llaves de su Jaguar. Luego fue a conocer a Hampton y a su novio, Johnny Otis en un supermercado local. El cuerpo de Howard fue descubierto por un miembro del personal de limpieza del motel. Cuando encontraron los funcionarios encargados de hacer cumplir la ley en el lugar de tarjetas de identificación de Kruzan y el bolso quedan atrás en la habitación de un motel, se emitió una orden para su arresto.
Kruzan fue detenida en Pomona el 14 de marzo de 1994. Durante el interrogatorio, Kruzan hizo una confesión a la policía. El fiscal de distrito del condado de Riverside optó por hacer caso omiso de las peticiones de circunstancias atenuantes que rodean las acciones de Kruzan, y él solicitó que su juzgado sea en un tribunal de adultos para asesinato en primer grado. Una evaluación por la Autoridad Juvenil de California concluyó que ella era adecuada para el tratamiento en el sistema de justicia juvenil. Sin embargo, un juez local, a instancias de la fiscalía, Tim Freer, le trasladó a la corte de adultos.

### Juicio y condena
Durante su juicio, Kruzan testificó que ella había matado a Howard porque Hampton había ordenado y había amenazado con matar a ella y a su madre si ella no llevara a cabo sus órdenes. Como resultado de ello, el abogado defensor, David Gunn, dijo a la corte la información proporcionada a la policía por Hampton. Ni Hampton ni Otis fueron acusados del crimen debido a la falta de pruebas de corroboración legalmente suficientes para apoyar la afirmación de Kruzan.
En su alegato final en el juicio, (ahora juez) Timothy Freer advirtió al jurado que no se deje llevar por la apariencia de una atractiva adolescente menuda que podrían no ajustarse a la imagen de un asesino. El Jueves, 11 de mayo de 1995, un jurado de la Corte Superior de Riverside de siete mujeres y cinco hombres encontró culpable de asesinato en primer grado, afirmando dos circunstancias especiales – que Howard fue asesinado durante un robo, y que Kruzan había estado mintiendo a la espera de matarle – para justificar una condena de cadena perpetua, sin posibilidad de libertad condicional.

## Defensa de la reforma judicial
Como resultado de su condición de menor condenada por asesinato y sentenciada a cadena perpetua sin libertad condicional, Kruzan ha sido el foco de las peticiones nacionales y grupos de reforma judicial que abogaban por un nuevo juicio. Algunos grupos de campaña han sugerido que Kruzan sufría del síndrome de persona maltratada, una condición física y psicológica que a menudo resulta en víctimas de abuso asesinar a sus abusadores.
El Centro Nacional para la Ley de la Juventud ha pronunciado en contra de los EE. UU., por la frecuencia con la que las condenas juveniles a la cadena perpetua sin libertad condicional, con Kruzan menudo mencionada como un ejemplo de la necesidad de una mayor compasión.
En febrero de 2009, Human Rights Watch publicó un vídeo en YouTube, que cuenta con Kruzan, en un esfuerzo por poner de relieve su campaña para la prohibición de las penas de la vida sin libertad condicional para menores en California. En noviembre de 2010, change.org comenzó una petición al entonces actual gobernador de California Arnold Schwarzenegger de conceder el indulto Kruzan antes de dejar el cargo.
En reacción a este caso el senador democrático, Leland Yee de San Francisco declaró:

La cadena perpetua sin libertad condicional significa absolutamente ninguna oportunidad para la liberación... También significa menores de edad que a menudo se dejan sin acceso a programas y servicios de rehabilitación en la cárcel. Esta condena fue creada para el peor de los criminales que no tienen ninguna posibilidad de reforma y no es una manera humana de tratar a los niños. Mientras que los crímenes que cometieron causaron innegable sufrimiento, estos delincuentes juveniles no son lo peor de lo peor.

Después de servir 19 años de 25 a cadena perpetua, Sara fue finalmente liberada de la cárcel el 31 de octubre de 2013.